# Pobočný spolek
Pobočný spolek je organizační jednotkou spolku. Příkladem pobočného spolku může být například základní jednotka (skautské středisko či přístav, místní sdružení, sbor dobrovolných hasičů, turistický oddíl…) vzhledem ke svému zřizujícímu hlavnímu spolku.
Existence pobočného spolku je zcela na vůli spolku hlavního. Založen může být přímo stanovami hlavního spolku, nebo tyto stanovy alespoň určí, který spolkový orgán, např. členská schůze, a jak o tom může rozhodnout (§ 219 OZ). Vzniká pak konstitutivním zápisem do spolkového rejstříku. Hlavní spolek si takto může založit v podstatě libovolné množství pobočných spolků. Ty nemusí být přímo označeny jako „pobočný spolek“, ale z jejich názvu musí být tato okolnost jasně patrná, např. „místní organizace“ apod. (§ 228 odst. 2 OZ).
Pobočný spolek je právnickou osobou, její právní osobnost je ale odvozena od hlavního spolku (§ 228 odst. 1 OZ). Jde o princip akcesority, který se projevuje mj. v tom, že pobočný spolek nemůže mít více oprávnění než spolek hlavní. Rozsah, v jakém je pobočný spolek omezen právně jednat, musí být také ve spolkovém rejstříku zapsán. Odvislost od hlavního spolku je dále dána i tím, že je-li zrušen hlavní spolek, automaticky jsou tím zrušeny všechny jeho pobočné spolky (§ 230 OZ). Dále je dána vyvratitelná právní domněnka vzniku i zániku členství v hlavním spolku, stane-li se někdo členem, resp. přestane-li být členem spolku pobočného (§ 234 OZ). Ačkoli hlavní a pobočný spolek mají navzájem oddělená jmění, do doby zápisu pobočného spolku do spolkového rejstříku hlavní spolek odpovídá společně a nerozdílně s ním za jeho právní jednání, poté již ručí za vzniklé dluhy jen v tom rozsahu, který určí stanovy (mohou ovšem určit, že neručí vůbec, což nastane také tehdy, jestliže v této otázce mlčí).
Ačkoli byly pobočné spolky zavedeny do českého práva až v roce 2014 spolu s novým občanským zákoníkem, nejde o úplnou novinku, neboť dosavadní právo znalo tzv. organizační jednotky občanských sdružení, které mohly jednat vlastním jménem. Ty ostatně byly podobně jako vlastní občanská sdružení transformovány právě na pobočné spolky (§ 3045 odst. 2 OZ).